# Giuliano Belluzzi
Giuliano Belluzzi (Schivenoglia, 8 marzo 1954) è un ex calciatore italiano, di ruolo centrocampista.

## Carriera
Nel corso della carriera ha collezionato 179 presenze e 8 reti in Serie B con le maglie di Varese, Lecce, Bari e Arezzo.